# 废后
废后指的是被废黜的王后或皇后。皇后被废黜不外乎是政治原因或个人原因（犯罪、本人失寵、品行不端、皇嗣失寵、遭受陷害、有更佳的皇后人選、皇帝被權臣威脅被逼廢后等），公开的废后原因和实际的废后原因亦可能不同。中国政治传统中，即使是公认的明君，但若因个人喜好废后，亦被认为是有违道德的。
废后之後，可能降為一般妃嬪、但也可能降為庶人、打入冷宮、驅逐出宮甚至被殺害、被迫出家等。有些皇后则是在死后才被废黜了皇后头衔（例如不以皇后位份下葬）。中国亦有皇后两度被废且两度复立。皇帝废黜皇后，可再立新后。但废后通常不会再嫁。
也有皇后在守寡後，甚至是成为皇太后或太皇太后之后，仍因政治原因遭剥夺其地位，如東漢末年的董、何兩位太后。

## 东亚

### 中国历代废后
| 秦朝至清朝废后 |                |                      | | |          | |
| 朝代           | 君主（丈夫）   | 姓名                 | 被废原因 | 待遇 | 是否追复 | 备注 |
| 西汉           | 汉景帝         | 薄皇后               | 为景帝祖母薄太皇太后族人，無寵，在薄太皇太后逝世后被废 | | 否       | |
| 西汉           | 汉武帝         | 陈皇后               | 失寵於漢武帝在宫中实行巫蛊之术 | 迁居长门宫 | 否       | |
| 西汉           | 汉武帝         | 卫子夫               | 失寵於漢武帝，且在巫蠱事變中支持太子劉據，因而被廢 | 被奪回皇后寶璽，不久自殺 | 否       | |
| 西汉           | 汉宣帝         | 霍成君               | 毒害太子 | 迁居昭台宫，12年後再遷居雲林館，不久自殺 | 否       | |
| 西汉           | 汉成帝         | 许皇后               | 失寵於漢成帝。 | 改居長定宮，世稱長定貴人。 | 否       | 曾託淳于長向成帝勸說讓其復位，但許氏和淳于長牽扯曖昧，事發后許氏被漢成帝勒令自殺。 |
| 西汉           | 汉成帝         | 赵飞燕               | 王莽以失德為由貶趙飛燕為孝成皇后，不久又貶為庶人。 | 漢哀帝即位後為皇太后，哀帝死後被王莽貶為孝成皇后，並命趙飛燕前往看守漢成帝之陵，不久自殺。                                                   | 否       | |
| 西汉           | 汉哀帝         | 傅皇后               | 哀帝死後傅家失勢，傅氏被王莽貶為庶人。 | 王莽命被廢的傅氏前往看守漢哀帝之陵，不久自殺。                                                                                               | 否       | |
| 东汉           | 汉光武帝       | 郭皇后               | 失寵於漢光武帝。 | 降为中山王太后 | 否       | |
| 东汉           | 汉和帝         | 阴皇后               | 涉及巫蠱被廢。 | 收回皇后璽綬，遷於桐宮。不久以忧死。 | 否       | |
| 东汉           | 汉桓帝         | 梁女瑩               | | 死後陵墓被降級為貴人塚，等同被廢。 | 否       | |
| 东汉           | 汉桓帝         | 邓猛女               | 與漢桓帝新寵郭貴人互相诋毁，后因酗酒被废。 | 囚入暴室，不久被赐死。 | 否       | |
| 东汉           | 汉灵帝         | 宋皇后               | 王甫便誣陷宋皇后在宮中以巫蠱詛咒皇帝。靈帝藉此收回了她的璽綬，將她廢黜囚禁。 | 不久死於暴室。 | 否       | |
| 东汉           | 汉献帝         | 伏壽                 | 請求父親伏完誅殺曹操之密謀事發而被廢。 | 被曹操幽閉而死。之後，獻帝被逼冊封曹皇后，取代了她的寶座。                                                                                   | 否       | |
| 三国           | 魏废帝         | 张皇后               | 父親東莞太守張緝與李豐、夏侯玄聯合反對司馬師失敗，受牽連被廢 | | 否       | |
| 三国           | 魏废帝         | 王皇后               | 丈夫被廢 | 貶為齊王妃 | 否       | |
| 三国           | 东吴废帝       | 全皇后               | 丈夫被废 | | 否       | |
| 西晉           | 晉武帝         | 楊芷                 | 其继媳惠帝皇后贾南风以其与父杨骏同谋谋反为由以惠帝下诏废为庶人。 | 被圈禁于金墉城，断绝饮食，八天后即饿死，享年三十四岁。                                                                                       | 是       | 永嘉元年（307年）其养子司马炽登基后追复为武悼皇后，晋成帝咸康七年（341年）供奉入祀。                                                                                                   |
| 西晉           | 晉惠帝         | 賈南風               | 趙王司馬倫假造詔書，以謀害太子的罪名廢掉賈南風 | 齊王司馬冏收捕賈南風並押她到金墉城，不久即以金屑酒毒殺賈南風，享年四十五歲。                                                                 | 否       | |
| 西晉           | 晉惠帝         | 羊獻容               | 時為八王之亂，實際掌權者多次更迭而屢遭廢立 | 西元306年最後一次復位，晉懷帝即位後，稱羊氏為惠皇后，居於弘訓宮。                                                                            | 是       | 永嘉五年（311年）前趙將領劉曜、王彌和呼廷晏攻陷西晉洛陽，羊皇后被劉曜接收。西元318年劉曜平定靳準之亂後登上帝位，次年立羊獻容為皇后。為中國歷史上唯一一位在兩個不同朝代皆為皇后的女性。 |
| 东晋           | 晉廢帝         | 庾道憐               | 死后丈夫被废，追贬曰海西公夫人。 | | 否       | |
| 十六國         | 漢昭武帝       | 靳月光               | 左司隸陳元達揭露靳月光有穢行，漢昭武帝不得已將她廢黜。 | 自殺 | 否       | |
| 十六國         | 漢隱帝         | 靳皇后               | 靳準叛變漢隱帝被殺 | 繼任皇帝劉曜屠滅靳氏家族，靳皇后不知所終。                                                                                                   | 否       | |
| 十六國         | 後趙明帝       | 刘太后               | 石虎掌权，刘太后图谋推翻之，事败被石虎所废。 | 被石虎所殺 | 否       | |
| 十六國         | 後趙明帝       | 程太后               | 石虎废黜其子石弘自立为帝。 | 程太后、石弘母子等被石虎所囚，后皆被其所杀                                                                                                   | 否       | |
| 十六國         | 後趙武帝       | 鄭櫻桃               | 太子石宣意圖弒父奪位事跡敗露被廢殺，太子之母鄭櫻桃受牽連被廢。 | 廢為東海王妃 | 是       | 鄭櫻桃另一位兒子石遵暨任為皇帝後尊为皇太后。后为石虎的養孫石閔所杀。 |
| 十六國         | 後趙武帝       | 杜珠                 | 杜珠之子石宣殺弟弟石韜，並計劃在石韜的喪禮上弒父奪位，受牽連被廢。 | 廢為庶人 | 否       | |
| 十六國         | 後趙武帝       | 劉皇后               | 劉皇后之子石世即位僅33日被石遵所廢，劉太后被也廢為譙王太妃。 | 被石遵所杀 | 否       | |
| 十六國         | 石遵           | 張皇后               | 丈夫被弟弟石鑒和石闵所廢。 | 之後石遵和張皇后都被所殺 | 否       | |
| 南朝宋         | 宋少帝         | 司馬茂英             | 丈夫被废 | 被降為營陽王妃，後來又改稱為南豐王太妃。 | 否       | |
| 南朝宋         | 劉劭           | 殷玉英               | 劉劭因弒父篡位而導致眾叛親離，後處斬，殷玉英受牽連處死。 | | 否       | |
| 南朝宋         | 前廢帝         | 路皇后               | 丈夫被劉彧所殺。 | | 否       | |
| 南朝宋         | 後廢帝         | 江簡珪               | 丈夫被衛士楊玉夫等人殺害，死後被廢為蒼梧王。 | 降為蒼梧王妃 | 否       | |
| 南朝宋         | 宋順帝         | 謝梵境               | 蕭道成篡劉宋，丈夫降為汝陰王。 | 降為汝陰王妃 | 否       | |
| 南朝齊         | 前廢帝         | 何婧英               | 丈夫被殺，並且追貶為鬱陵王。 | 廢為鬱陵王妃 | 否       | |
| 南朝齊         | 海陵王         | 王韶明               | 丈夫被蕭鸞以有病為由廢黜為海陵王。 | 降為海陵王妃 | 否       | |
| 南朝齊         | 東昏侯         | 褚令璩               | 蕭衍廢丈夫東昏侯為涪陵王，後降為東昏侯 | 廢為庶人 | 否       | |
| 南朝齊         | 齊和帝         | 王蕣華               | 丈夫被迫禪位與蕭衍，南齊滅亡。 | 降為巴陵王妃 | 否       | |
| 南朝齊         | 齊末帝         | 南陽長公主           | 南朝齊滅亡時齊末帝出逃至北魏娶北魏南陽長公主，527年叛北魏復興南朝齊，三年後被殺。 | | 否       | |
| 南朝梁         | 淮陰王         | 張皇后               | 丈夫由侯景所立，不久被廢為淮陰王 | 降為淮陰王妃 | 否       | |
| 南朝梁         | 梁敬帝         | 王皇后               | 丈夫禪位與陳霸先，南朝梁滅亡 | 降為江陰王妃 | 否       | |
| 南朝陳         | 陳廢帝         | 王少姬               | 陳頊廢丈夫為臨海王 | 降為臨海王妃 | 否       | |
| 北魏           | 孝文帝         | 孝文貞皇后林氏       | 文明太后依殺母立子的制度處死林氏，追封貞皇后。498年太子元恂被廢，不久又被北魏孝文帝賜死，次年追廢林氏為庶人。                                                                                    | | 否       | |
| 北魏           | 孝文帝         | 孝文废皇后           | 为姐姐孝文幽皇后诬陷中伤而废后 | 出家為尼姑，多年後於瑤光寺圓寂。 | 否       | |
| 北魏           | 孝明帝         | 胡皇后               | 爾朱榮發動河陰之變兵臨城下時，靈太后令胡皇后及嬪妃們全部削髮入瑤光寺為尼 | | 否       | |
| 北魏           | 孝莊帝         | 大尔朱氏             | 北魏孝莊帝被爾朱兆殺 | | 否       | |
| 北魏           | 長廣王         | 爾朱皇后             | 丈夫為爾朱兆與爾朱世榮所擁立，隔年被廢 | 532年長廣王被孝武帝殺後，納為嬪妃。 | 否       | |
| 北魏           | 魏节闵帝       | 爾朱皇后             | 丈夫被爾朱世隆所廢 | | 否       | |
| 北魏           | 魏孝武帝       | 高皇后               | 534年丈夫與高歡決裂，投奔宇文泰，高歡以棄國逃跑為由，廢其帝號。 | 改嫁彭城王元韶 | 否       | |
| 西魏           | 魏文帝         | 乙弗皇后             | 為娶郁久閭氏以攏絡柔然而廢后 | 遜居別宮、出家為尼。後因柔然公主郁久閭氏被冊為皇后之後，性情極妒，被迫遣武都王元戊為秦州刺史，與母親乙弗氏一同赴鎮，最後迫使賜乙弗皇后自盡。 | 是       | 太子元欽入嗣帝位，追封母親乙弗氏為文皇后 |
| 西魏           | 廢帝           | 宇文皇后             | 丈夫被宇文泰廢掉後，又被鳩害 | 自願以身殉夫，遂飲鴆而亡。 | 否       | |
| 北齊           | 齐后主         | 斛律皇后             | 後主高緯於是下詔稱斛律皇后父親斛律光謀反，而受到牽連。 | 出家為尼 | 否       | |
| 北齊           | 齐后主         | 胡皇后               | 齊後主乳母陸令萱稱其曾說對胡太后不敬之言，因此被胡太后所廢 | 令其還家 | 否       | |
| 北齊           | 齐后主         | 左皇后馮小憐         | 北齊滅亡 | 北周武帝將馮小憐歸還齊後主，齊後主遇害之後，後來賜給代王宇文達，隋朝時賜給李詢。                                                             | 否       | |
| 北周           | 周宣帝         | 朱滿月               | 北周滅亡 | 出家為尼 | 否       | |
| 北周           | 周宣帝         | 陳月儀               | 北周滅亡 | 出家為尼 | 否       | |
| 北周           | 周宣帝         | 尉遲熾繁             | 北周滅亡 | 出家為尼 | 否       | |
| 北周           | 周宣帝         | 元樂尚               | 北周滅亡 | 出家為尼 | 否       | |
| 北周           | 周靜帝         | 司馬令姬             | 北周滅亡 | 改嫁司州刺史李丹為妻 | 否       | |
| 唐朝           | 唐高宗         | 王皇后               | 被控谋行鸩毒而被廢。 | 被处死。 | 否       | |
| 唐朝           | 唐中宗         | 韦皇后               | 被指稱密謀毒殺中宗，政變中被殺並被貶為庶人。 | 丈夫让位后，为庐陵王妃，丈夫复位后，再为皇后、皇太后，被杀后追贬为庶人。                                                                     | 否       | |
| 唐朝           | 唐睿宗         | 刘皇后               | 丈夫让位后，为皇嗣妃 | 失踪，据信为婆婆武后所害 | 是       | 丈夫复位后，追谥为肅明皇后 |
| 唐朝           | 唐殇帝         | 陸皇后               | 丈夫逊位 | | 否       | |
| 唐朝           | 唐玄宗         | 王皇后               | 無子地位受損，後因「符厭事件」被廢 | 被废后不久过世 | 是       | 唐代宗恢复封号 |
| 唐朝           | 唐玄宗         | 武皇后               | 死后追封，唐肃宗时废去一切皇后祠享 | | 否       | |
| 唐朝           | 唐肃宗         | 张皇后               | 与宦官李辅国政治斗争失败。 | 贬为庶人，被杀。 | 否       | |
| 唐朝           | 唐昭宗         | 何皇后               | 为皇太后时，被朱全忠认为图谋复兴唐室而密令宣徽院正副使蒋殷、赵殷衡缢杀于积善宫，并迫令其子唐哀帝下诏称其秽乱宫闱，收回皇太后宝册，追废为庶人。                                                   | | 是       | 后唐明宗长兴四年（933年）追册为宣穆皇后，祔太庙 |
| 五代十國       | 後梁皇帝朱友珪 | 張貞娘               | 朱友珪之弟均王朱友貞密謀政變 | 朱友珪害怕受辱，命馮廷諤將他及張皇后殺死 | 否       | |
| 五代十國       | 前蜀後主       | 高皇后               | 失寵被廢 | 遣還回家 | 否       | |
| 五代十國       | 前蜀後主       | 皇后金氏             | 前蜀後主實際上想立韋元妃為皇后，因此立為皇后之後不久被廢 | | 是       | 錢貴妃為其力辯，復立為皇后 |
| 五代十國       | 南楚廢王       | 南楚廢王夫人(名不詳) | 南楚廢王兄長馬希萼叛變，南楚廢王兵敗被殺 | 在市集中被仗打死亡 | 否       | |
| 五代十國       | 閩惠宗         | 金皇后               | 失寵被廢 | | 否       | |
| 宋朝           | 宋仁宗         | 郭皇后               | 郭皇后仗著劉太后的權勢性格驕縱任性，不允許宋仁宗親近其他宮女妃嬪。某次郭后與尚美人爭執，不勝憤怒欲抽尚氏耳光，誤打在仁宗頸部，仁宗頓時龍顏大怒。明道二年（1033年）宋仁宗以無子為由下詔廢郭皇后。 | 封其為淨妃、玉京沖妙仙師，賜名清悟，別居長寧宮                                                                                               | 是       | 死後宋仁宗復立 |
| 宋朝           | 宋哲宗         | 孟皇后               | 两度被废。第一次被废原因:哲宗寵愛婕妤劉氏、為了脫離舊黨阻礙其親政、巫蛊事件；第二次被废原因:宋徽宗重新啟用新黨人士而受到牽連                                                                     | 出居瑤華宮，號「華陽教主」、「玉清妙靜仙師」，法名「沖真」                                                                                   | 是       | 宋徽宗即位，向太后支持舊黨勢力抬頭，元祐年間第一次復位。苗劉兵變，高宗被迫退位，由年僅3歲的皇太子趙旉繼位，因亂軍所逼，孟氏再度復位垂簾聽政。                                          |
| 遼朝           | 遼聖宗         | 蕭皇后               | 皇后蕭氏以罪降為貴妃 | | 否       | |
| 遼朝           | 遼興宗         | 蕭三蒨               | 因罪降為貴妃 | | 否       | |
| 遼朝           | 遼道宗         | 蕭坦思               | 因其母燕國夫人詛咒梁王，獲罪伏誅，而貶蕭坦思為庶人 | 幽居宜州。天慶六年（1116年）蕭坦思被天祚帝召還，封太皇太妃。                                                                                 | 否       | |
| 金朝           | 金熙宗         | 悼平皇后裴滿氏       | 金熙宗裴滿皇后干預朝政無所忌憚，完顏亶酗酒后勒令處死裴滿皇后 | | 是       | 海陵王追諡裴滿皇后為悼皇后，金世宗加諡裴滿皇后為悼平皇后 |
| 金朝           | 金德宗         | 徒单皇后             | 由庶子海陵王追封。海陵王被殺後第二年，即金世宗大定二年（1162年），丈夫被除去廟號，去帝號，改稱遼王，徒單氏也追降為遼王妃。                                                                       | | 否       | |
| 金朝           | 金德宗         | 慈憲皇后大氏         | 由兒子海陵王追封。海陵王被殺後第二年，即金世宗大定二年（1162年），丈夫被除去廟號，去帝號，改稱遼王，大氏也追降為海陵太妃，後來更追降為遼王夫人。                                                 | | 否       | |
| 金朝           | 海陵王         | 徒單皇后             | 金世宗降封其丈夫為海陵郡王。大定二十一年（1181年）正月，海陵王又再被降為海陵庶人 | 金世宗下詔讓她回歸上京的父母家，一年賜錢二千貫，奴婢由官府供糧                                                                               | 否       | |
| 金朝           | 金世宗         | 光獻皇后李氏         | 兒子衛紹王完顏允濟(第七代皇帝)被廢 | | 否       | |
| 金朝           | 衛紹王         | 徒單皇后             | 金宣宗降封衛紹王為東海郡侯 | 衛紹王及鄗厲王的家人流徙至鄭州禁錮，不得出入。天興元年（1232年），金哀宗詔釋禁錮                                                             | 否       | |
| 金朝           | 金宣宗         | 仁聖皇后王氏         | 金朝京城被蒙古攻陷，金朝滅亡 | 京城陷落，王氏及諸妃嬪被蒙古兵北遷，不知所終                                                                                                 | 否       | |
| 金朝           | 金哀宗         | 徒單皇后             | 金朝京城被蒙古攻陷，金朝滅亡 | 金哀宗北遷，徒單氏不知所終 | 否       | |
| 明朝           | 明惠帝         | 馬皇后               | 燕王朱棣發動靖難之役，丈夫宮中舉火下落不明 | 自焚而死 | 是       | 南明弘光帝即位後於崇禎十七年七月上諡號為孝愍溫貞哲睿肅烈襄天弼聖讓皇后 |
| 明朝           | 明宣宗         | 胡皇后               | 失寵於明宣宗。无过被废。 | 退居長安宮，改號靜慈仙師。 | 是       | 明英宗追谥为恭讓章皇后 |
| 明朝           | 明代宗         | 汪皇后               | 景帝欲立杭妃子朱見濟為太子，廢原太子朱見深（英宗長子），汪皇后竭力反對，因而觸怒景帝被廢 | | 是       | 正德二年，明武宗上尊諡曰貞惠安和景皇后。南明弘光帝即位，改上諡號孝淵肅懿貞惠安和輔天恭聖景皇后。                                                                                       |
| 明朝           | 明代宗         | 杭皇后               | 明英宗復辟後，對當年代宗廢去己子朱見深的太子之位懷恨在心，因而下詔將杭氏「肅孝皇后」的諡號廢去。                                                                                                 | 墳墓被毀壞 | 否       | |
| 明朝           | 明宪宗         | 吴皇后               | 与寵妃萬氏不合，吳皇后命杖萬貴妃以作懲罰，因此觸怒憲宗而被廢。 | 曾在冷宫中照看纪氏和朱佑樘母子，死后以一般嬪妃之禮下葬。                                                                                     | 否       | |
| 明朝           | 明世宗         | 张皇后               | 與嘉靖帝關係惡劣的皇伯母皇太后張氏（明孝宗之妻）請托張皇后為其弟說情，張皇后因此觸怒嘉靖帝，因而被廢。                                                                                           | 改居别宫 | 否       | |
| 清朝           | 清太祖         | 孝烈武皇后           | 死后追尊，顺治帝时追夺一切尊号 | | 否       | |
| 清朝           | 清成宗         | 義皇后               | 丈夫死后被追尊为皇帝，又追夺为庶人 | | 否       | |
| 清朝           | 清世祖         | 博尔济吉特皇后       | 喜好奢華與崇尚簡樸順治帝有所衝突，又無法忍受順治移情於其他嬪妃 | 降为静妃 | 否       | |

### 朝鲜半岛
| 朝鲜半岛至1910年废后 |              |      |          |      |          |      |
| 朝代                 | 君主（丈夫） | 姓名 | 被废原因 | 待遇 | 是否追复 | 备注 |

### 日本
| 日本各年代废后 |              |            |          |      |          |      |
| 年代           | 君主（丈夫） | 姓名       | 被废原因 | 待遇 | 是否追复 | 备注 |
|                | 光仁天皇     | 井上内親王 |          |      |          |      |

## 其他亞洲國家
| 其他亞洲國家废后一覽 |              |      |          |      |          |      |
| 朝代                 | 君主（丈夫） | 姓名 | 被废原因 | 待遇 | 是否追复 | 备注 |

## 欧洲
受基督教的影响，古代欧洲君主在同一时间中，只能有一位妻子（王后），而离婚在很长时间里都是不允许的。因此宣布婚姻无效成为解除夫妻关系的方法之一。
| 歐洲國家废后一覽 |              |      |          |      |          |      |
| 朝代             | 君主（丈夫） | 姓名 | 被废原因 | 待遇 | 是否追复 | 备注 |

## 备注
1. ↑  汉武帝废陈皇后的公开理由是陈皇后行巫蛊。汉武帝姐姐平阳公主对自己姑母、陈皇后母亲刘嫖的解释则是陈皇后无子。